# Batterie (Militär)

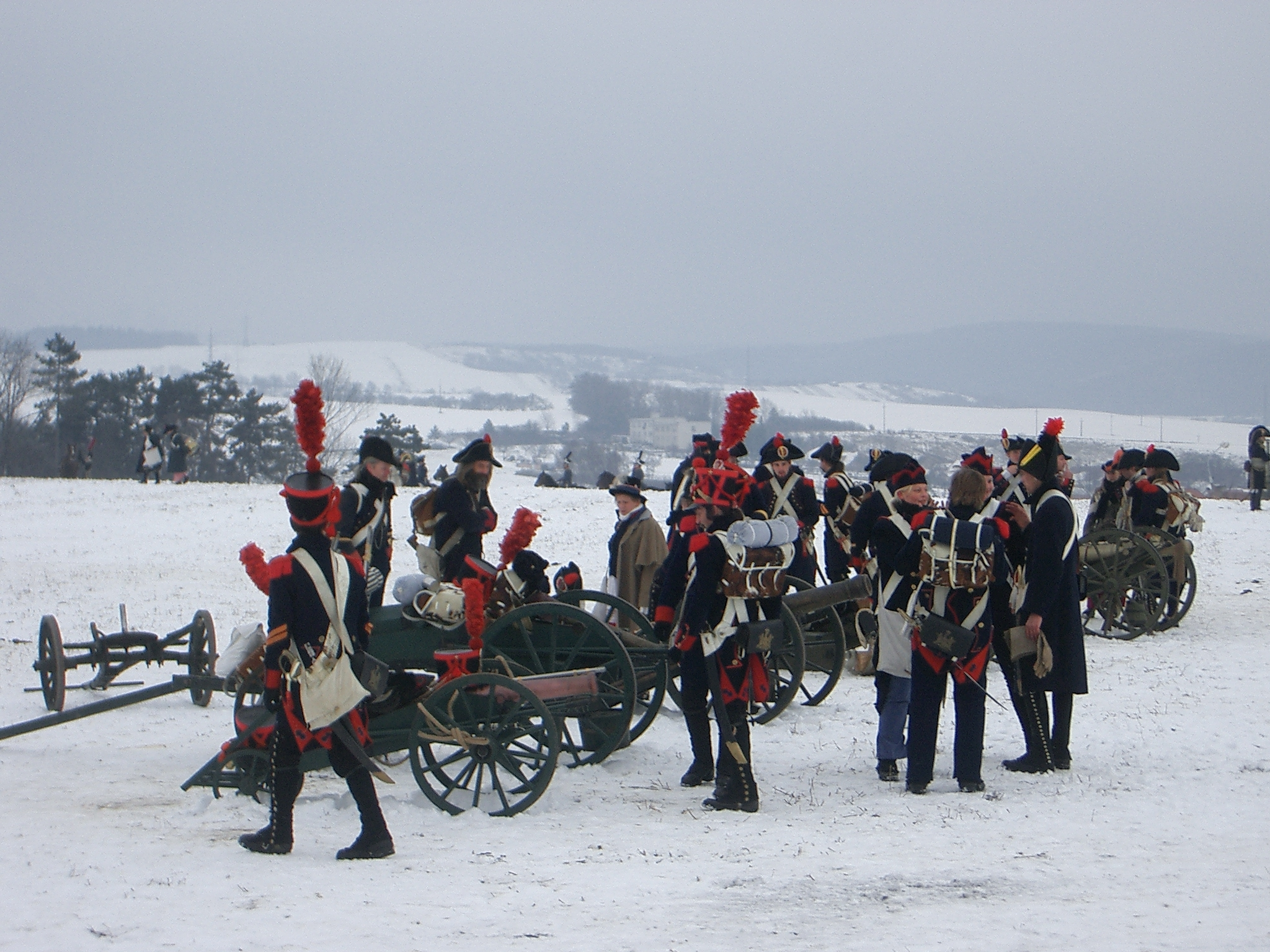
Napoleonische Batterie (nachgestellt)

Eine Batterie (Bttr) ist einerseits eine Stellung mehrerer Geschütze oder Raketen. Andererseits ist es die Bezeichnung für eine der Größe einer Kompanie entsprechende Einheit der Artillerie und daraus abgeleiteter Truppengattungen.

## Stellung
Da in den Anfangszeiten der Artillerie die Feuerrate und die Treffergenauigkeit der Geschütze gering waren, wurden die Geschütze zu Gruppen zusammengefasst. Diese Gruppen nannte man Batterie, sinngemäß: „Was zum Schlagen erforderlich ist“ (aus lateinisch battuere, französisch battre ‚schlagen‘; bataille ‚Schlacht‘, daraus Bataillon).
Als Feldbatterie bezeichnete man eine Batterie der früher üblichen Feldartillerie.
Im Heer des Deutschen Reiches im 19. und zu Beginn des 20. Jahrhunderts unterschied man
- fahrende Batterie, bei der die Kanoniere während des Marsches auf dem Geschütz und der Protze saßen;
- reitende Batterie, bei der die Kanoniere während des Marsches neben dem Geschütz ritten. Durch das somit leichtere Geschütz wurden Marschgeschwindigkeit und Beweglichkeit erhöht.
- Fußartillerie, bei der die Kanoniere neben dem Geschütz marschierten.

Bei den historischen Seestreitkräften bezeichnete eine Batterie zunächst jeden gedeckten Raum mit mehr als drei Geschützen, später die Gesamtheit der Geschütze auf einer Seite eines Kriegsschiffs. Panzerschiffe wurden als Schwimmende Batterie bezeichnet. Ein Beispiel ist die Demologos von 1815, die spätere USS Fulton.

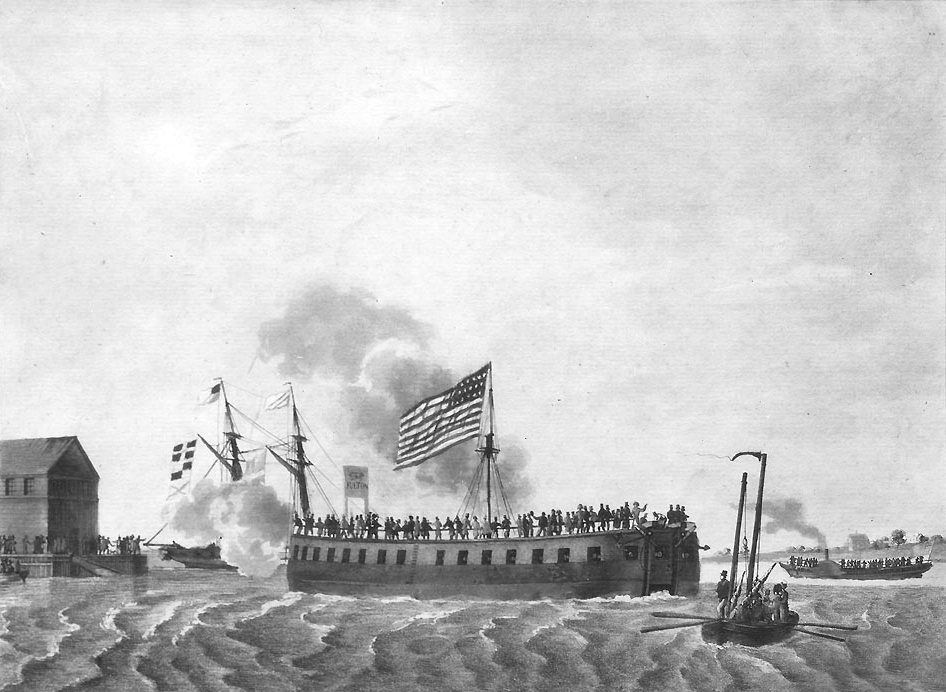
Schwimmende Batterie Demologos (1815)
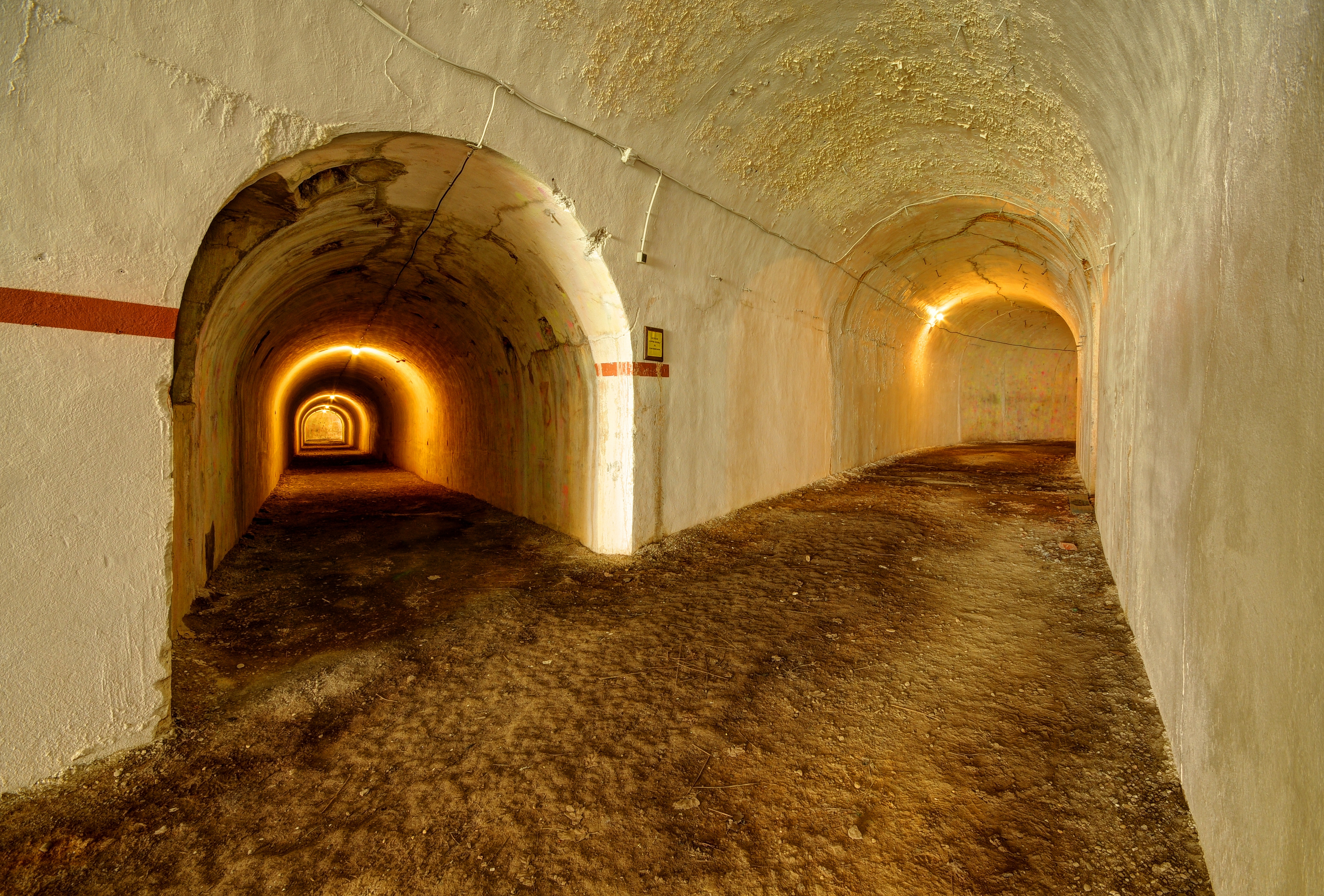
Batterie de l’Éperon
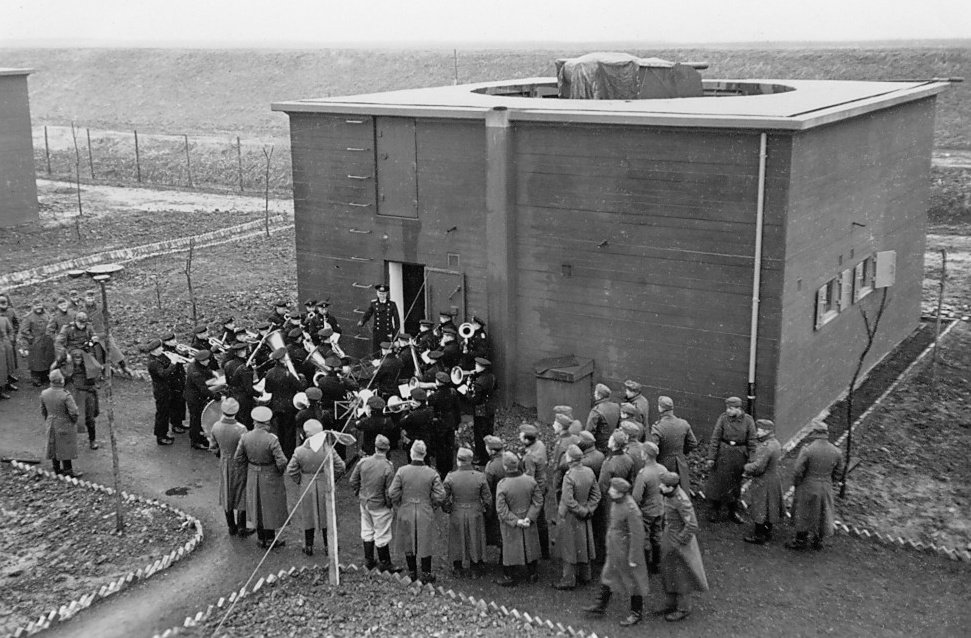
Flakbatterie Tabar (1939)
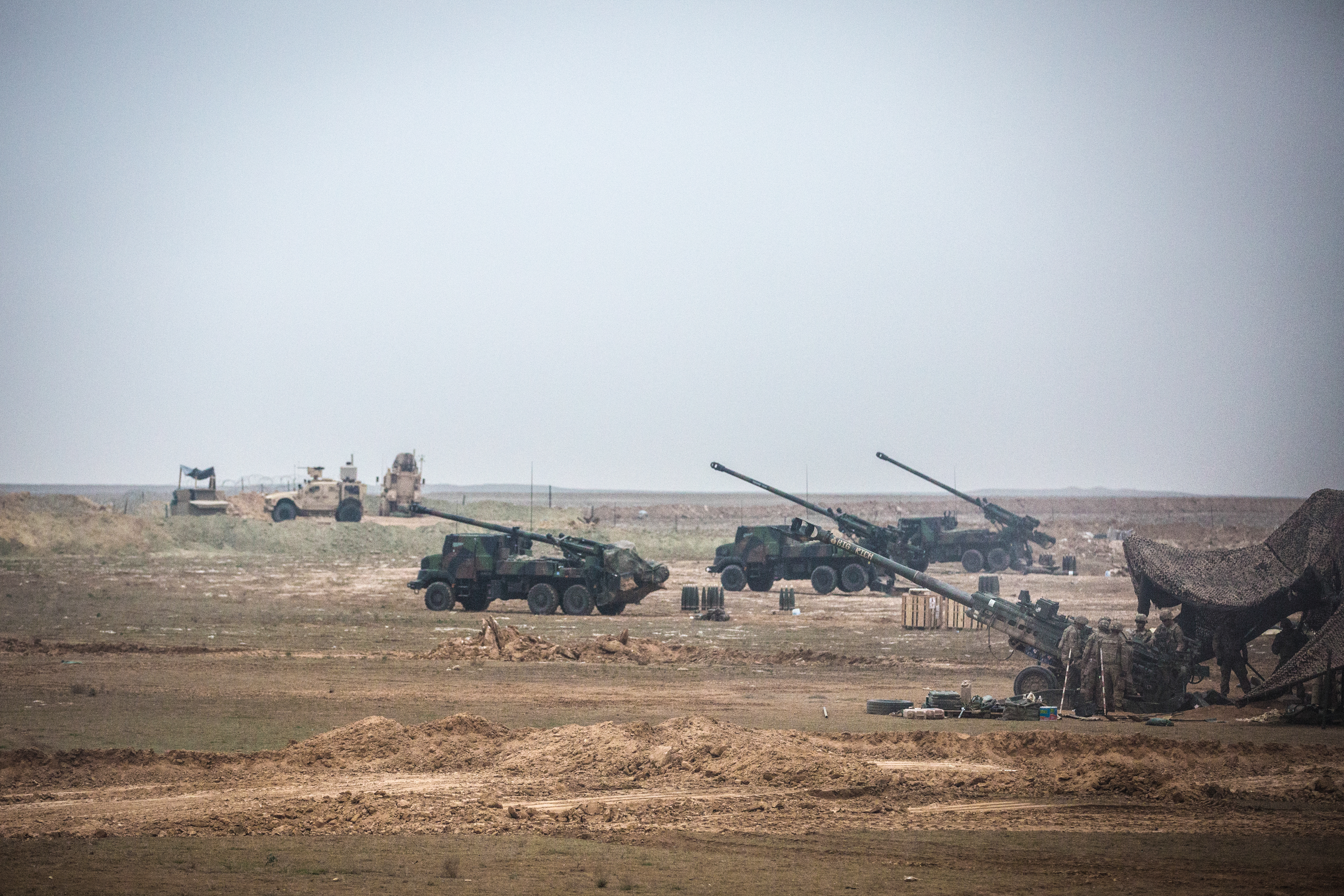
CAESAR- und M777-Batterie (2018)

## Einheit
Die Batterie bezeichnet einen militärischen Truppenteil auf Einheits-Ebene der Artillerie oder daraus entstandenen Truppengattungen. Die Regelbezeichnung für eine Einheit dieser Größe beim Heer ist Kompanie.

### Bundeswehr
Batterie als Bezeichnung für einen Truppenteil in Kompaniegröße gibt und gab es bei der Bundeswehr im Heer bei der Artillerietruppe, der Heeresflugabwehrtruppe und der Topographietruppe und bei der Luftwaffe bei der bodengebundenen Luftverteidigung.
Die Batterie ist bei der Artillerie der Bundeswehr in der Regel in zwei schießende Züge zu je vier Geschützen oder Werfern geteilt.
Bei der Heeresflugabwehr der Bundeswehr bestand eine Batterie neben dem Führungstrupp und diversen anderen Gruppen und Trupps entweder aus drei Zügen mit je fünf Waffenträgern Wiesel 2 Ozelot oder aus zwei Zügen mit je drei Flugabwehrkanonenpanzern Gepard.
Bei der Luftwaffe bestand eine mit dem Flugabwehrraketensystem MIM-23 HAWK ausgestattete Batterie aus zwei “fire sections” zu je drei Raketenstartern.

### Österreich
Im Bundesheer besteht die (Panzerhaubitz-)Batterie im Wesentlichen aus:
1. Geschützstaffel (GsSta) mit zwei Geschützzügen (GsZg) zu jeweils 4 Haubitzen unter dem Kommando des 1. Offiziers (1.O)
2. Kommandogruppe mit Kommandotrupp (KdoTrp) und Feuerleittrupp (FLTrp) unter dem Kommando des Batteriekommandanten (BtKdt) beziehungsweise Feuerleitoffiziers (FLO)
3. Beobachtungsgruppe (BGrp) mit drei Beobachtungstrupps (BTrp)
4. Munitionsgruppe (MunGrp)
5. Erkundungs- und Vermessungsgruppe (EVGrp)
6. Versorgungsgruppe (VersGrp) mit Sanitätstrupp (SanTrp), Wartungstrupp (WTrp), u. a.
7. Rechentrupp (ReTrp)
8. Wettertrupp

Während des Feuerkampfs befinden sich neben der GsSta auch ReTrp, SanTrp und WTrp sowie zeitweise MunGrp und EVGrp im sog. Feuerstellungsraum (FStR), über den der 1. Offizier das Kommando hat.
In der Kaserne Hörsching gab es um 1983 eine Panzer-Fliegerabwehr-Batterie mit veralternden Panzern.

### Schweiz
In der Schweizer Armee gibt es vier verschiedene Artilleriebatterien.
- Flt Bttr (Feuerleitbatterie)
- Art Bttr (Geschützbatterie)
- Log Bttr (Logistikbatterie)
- FFZ Bttr (Feuerführungszentrum Batterie)

Die  Art Batterie besteht aus:
- dem schießenden Zug, dem Geschützzug (Gesch Z) mit 6 Geschützen (des Typs Panzerhaubitze M109 KAWEST),
- dem Nachschubzug (Ns Z) und
- dem Kommandozug (Kdo Z).

Der Nachschubzug ist verantwortlich für die Aufmunitionierung der Geschütze. Diese wird an sogenannten Aufmunitionierungspunkten vollführt, wobei die Standortwahl dieser Punkte von entscheidender Bedeutung für den Gefechtsverlauf und die Bereitschaftszeit ist. Die Munition wird entweder mit Lastwagen verteilt (meist auf Stufe Abteilung), in sogenannten „Racks“ (Kombinationslade aus Geschossen, Zündern und Ladungen) oder im Gelände mit den  ungepanzerten Raupenfahrzeugen M548.
Der Kommandozug beinhaltet den Kommandanten (Hauptmann) und seinen Trupp, den Erkundungstrupp, die Kommandogruppe, die Feuerleitgruppe und den rückwärtigen Dienst.
Geführt werden alle Züge von Leutnants und Oberleutnants.
Historisch bedingt heißen die Kompanien der Fliegerabwehr der Schweizer Luftwaffe ebenfalls Batterien, die in Abteilungen zusammengefasst sind.